# Barry Long
Barry Long, né le 1er août 1926 et décédé le 6 décembre 2003 , est un maître spirituel et écrivain australien. 

## Biographie
Né et élevé en Australie, après des études sommaires, Barry Long commença par exercer le métier de journaliste. Il devint rédacteur d’un journal du dimanche de Sydney, The Truth (qui devint plus tard le Sunday Mirror), puis travailla au Parlement de l’État du New South Wales comme attaché de presse. Aux abords de la trentaine, il perdit toutes les illusions qu’il pouvait nourrir pour la vie matérielle et il quitta en 1964 son métier, sa femme et sa famille pour aller en Inde. Là, il dit avoir fait l’expérience d’une crise spirituelle qui a culminé dans une mort mystique qu’il a appelée sa « réalisation de l’immortalité ».
Il quitta ensuite l’Inde pour Londres, où il travailla d’abord comme secrétaire de rédaction dans la presse. En Angleterre, il rencontra sa deuxième femme, Julia, qu’il appela sa « bhagavati » ou sa femme divine et son inspiratrice. En 1968, il vécut une deuxième crise spirituelle qu’il caractérisa comme sa « réalisation transcendantale », dont il retira ce qu'on peut appeler sa connaissance de la réalité universelle.
Sa vie avec Julia dura 13 années et lorsqu’elle fut atteinte d’un cancer, Long la soigna jusqu’à sa mort. À cette époque, il enseignait la méditation à Londres et parvenait à subvenir à ses besoins en donnant des séminaires. En 1986, il revint en Australie avec sa troisième femme et le jeune fils de cette dernière, résidant en premier lieu sur le Mont Tamborine dans le Queensland. Après leur séparation et leur divorce, il alla finalement vivre dans le Northern New South Wales et il connut deux autres liaisons durables avec des femmes qui l’ont aidé à diffuser son enseignement dans le monde. 
Long a commencé à enseigner publiquement à Londres, et après être revenu en Australie, il fit de fréquents voyages pour donner des séminaires en Europe et en Amérique. À côté de réunions annuelles en résidences dans le Royaume-Uni (à Londres, Leicester et Bristol) et également aux Pays-Bas (Eindhoven), il a enseigné régulièrement à Sydney et sur la Gold Coast australienne et fait des conférences dans de nombreux autres pays. Depuis 1994, un stage annuel en résidence est organisé en Australie, suivi par de nombreuses personnes venus du monde entier. La plupart de ces « Master Sessions » se tenaient pendant deux semaines à Cabarita Beach près de Byron Bay. Le dernier s’est tenu à Bond University, sur la Gold Coast de Queensland en octobre 2002’,
Long se considérait comme un maître original extérieur aux traditions spirituelles existantes. Il n’a pas eu lui-même de maître spirituel, mais il reconnaissait en particulier sa dette envers Jiddu Krishnamurti. Il disait ne s’adresser qu’à l’individu. Il ne s’exprimait pas dans les médias et s’opposait à la formation de groupes qui se réuniraient en son nom. Il n’autorisa qu’une petite fondation destinée à diffuser son œuvre.
La Méditation, cours de base en dix leçons (Meditation, a Foundation Course) et Stillness is the Way (Le Calme est la voie) sont les livres de Barry Long sur la méditation. Les découvertes de ses premières réalisations se trouvent dans Knowing Yourself (Se connaître soi-même). Le fondement métaphysique de ses enseignements se trouve dans Intuitions sur l’origine (The Origins of Man and the Universe, Routledge and Kegan Paul, 1984). Ses principaux enseignements tantriques se trouvent dans Faire l’amour de manière divine (Making Love: Sexual Love, The Divine Way), publié pour la première en 1984 en cassettes audio qui furent largement diffusées dans les années 1980 parmi la communauté des sannyasins d’Osho. 
Ses enseignements visent à « délivrer les hommes et les femmes de leur malheur ordinaire ». C’est là le thème de Seule meurt la peur (Only Fear Dies). Certains commentateurs ont remarqué la ressemblance de ces enseignements avec ceux d’Eckhart Tolle, qui participa régulièrement aux séminaires de Barry Long à Londres lorsque le livre de ce dernier a été publié pour la première fois sous le titre Ridding Yourself of Unhappiness (Débarrassez-vous du malheur), en 1985,
Barry Long est mort d’un cancer de la prostate à l’âge de 77 ans. Dans la dernière année de sa vie, il écrivit des articles sur sa mort prochaine qui ont été publiés sur son site web. Quatorze livres de lui ont été publiés en anglais, avec des traductions en dix autres langues. Les enregistrements audio-visuels de son enseignement sont conservés par la Barry Long Foundation International, qui publie et diffuse ses enseignements depuis New South Wales en Australie’,

## Points-clés de son enseignement
1. Il disait ne parler que de la Vie, de l’Amour, de la Vérité, de la Mort et de Dieu[14].
2. Son enseignement vise essentiellement à délivrer l’individu du malheur qu’il définissait de la manière suivante : « heureux aujourd’hui, malheureux demain »[15].
3. Il condamnait la prédominance de la sexualité dans les sociétés occidentales et affirmait que la plus grande partie du malheur sur cette terre vient de ce que l’homme et la femme ont oublié comment s’aimer l’un l’autre[16].
4. Il condamnait le matérialisme scientifique à cause de son ignorance de la vérité spirituelle et de son refus d’envisager l’amour et le divin[16].
5. Il a enseigné « la voie de l’amour, de la vérité et du calme ». Ces trois choses doivent à ses yeux être trouvées par une expérience personnelle directe et non pas en adoptant une croyance ou une tradition religieuse[6].
6. Il conseillait d’affronter « la vérité de la vie et de l’amour » dans les circonstances de la vie de tous les jours, au travail, avec son partenaire de vie et ses enfants. La voie de la vérité consiste à « mettre de l’ordre dans sa vie »[6].
7. Il disait qu’il se souciait de l’évolution de la conscience sur la terre et il a exposé son enseignement dans le cadre plus large d’une représentation cosmique qu’il a appelée « Le Mythe de la Vie »[6].

## Ouvrages en français
- La Méditation, cours de base en dix leçons, éditions Altess
- Faire l’amour de manière divine, éditions Altess
- Seule meurt la peur, éditions du Relié
- Intuitions sur l’origine, éditions du Relié